# Llista de peixos del riu Dordonya
Aquesta llista de peixos del riu Dordonya -incompleta- inclou 11 espècies de peixos que es poden trobar al riu Dordonya ordenades per l'ordre alfabètic de llur nom científic.

## A
- Esturió comú (Acipenser sturio)
- Alosa fallax

## C
- Cottus duranii
- Cottus perifretum

## G

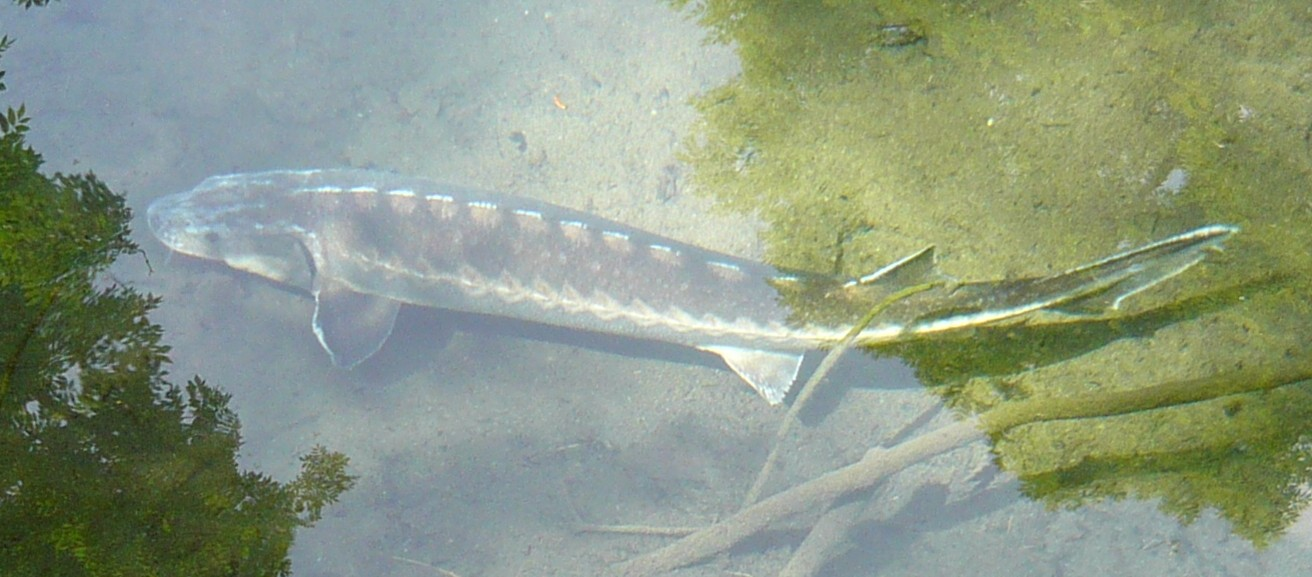
Esturió comú (Acipenser sturio)

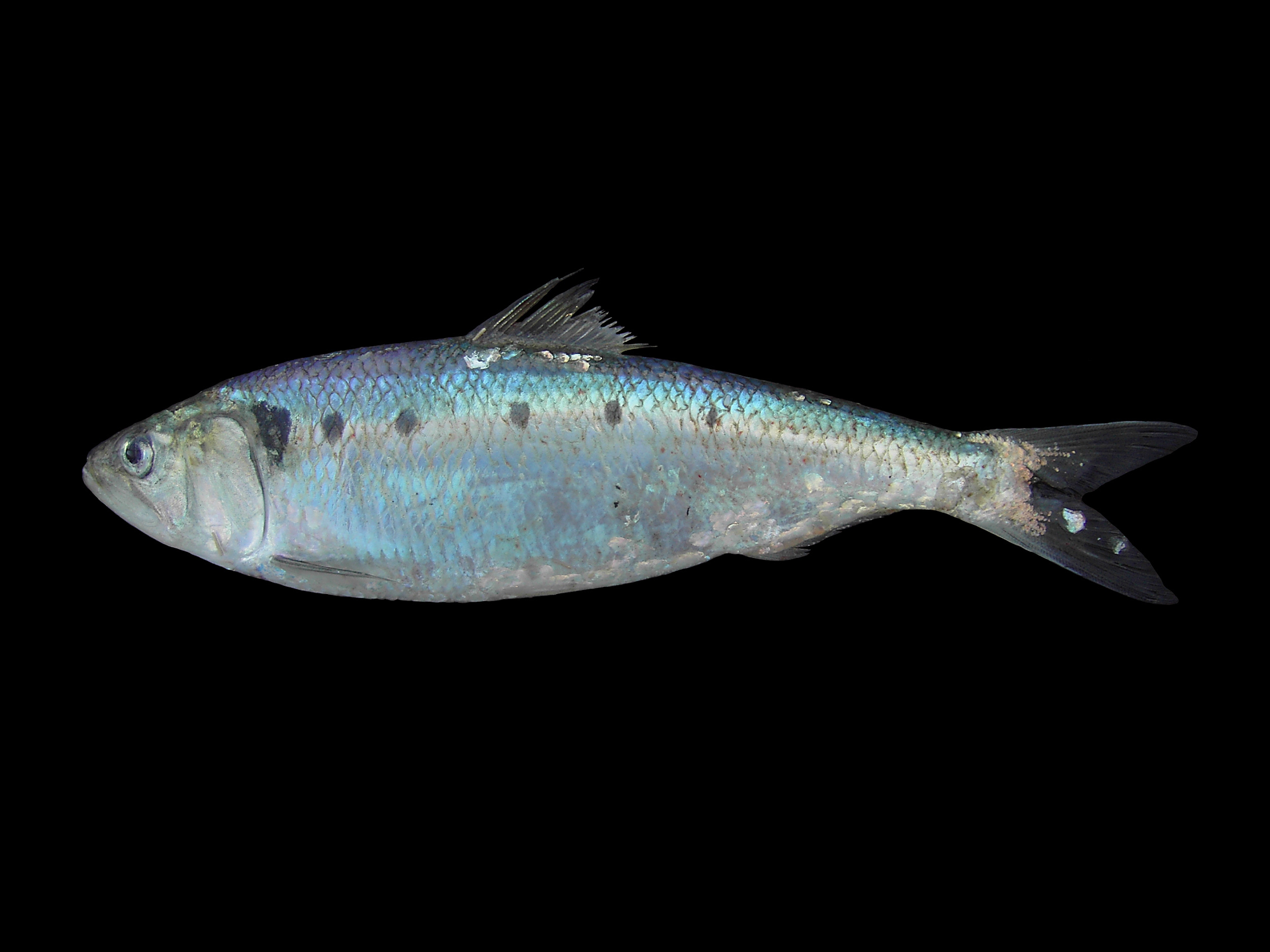
Alosa fallax

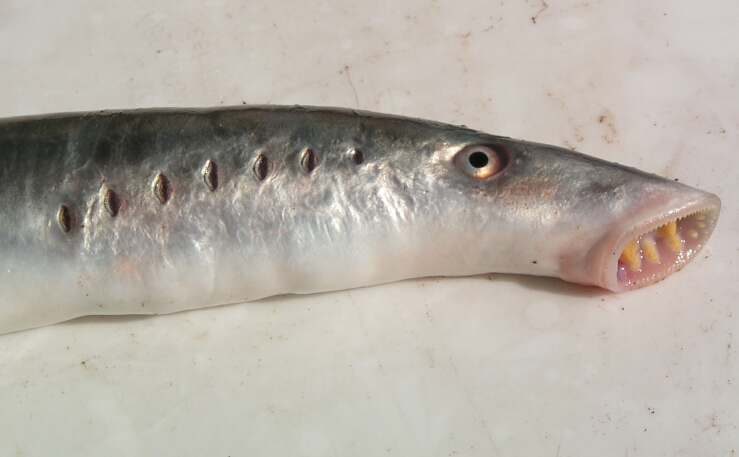
Lampetra fluviatilis

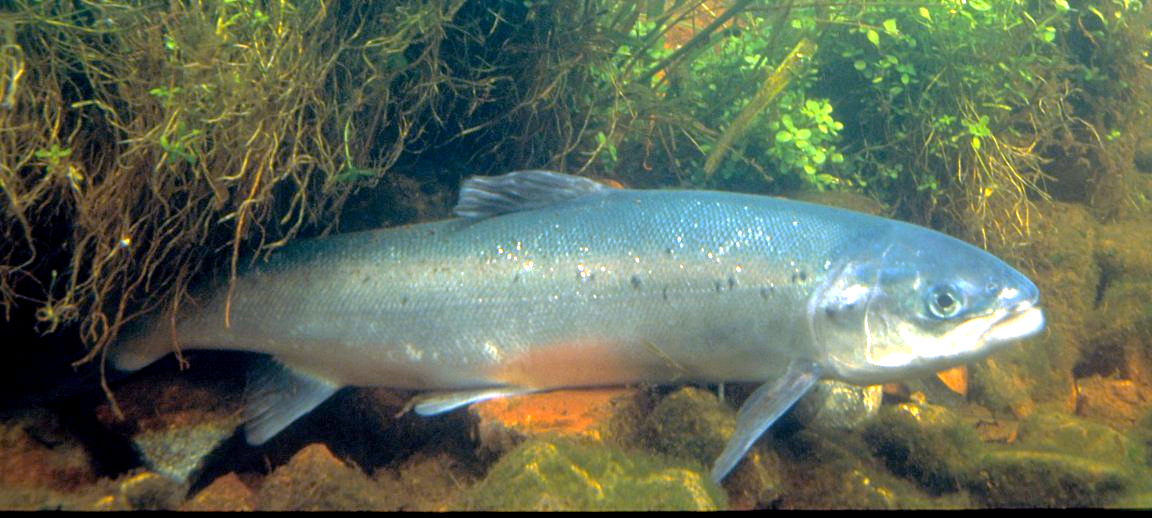
Salmó europeu (Salmo salar)

- Gobio alverniae
- Gobio occitaniae

## L
- Lampetra fluviatilis
- Lampetra planeri
- Leuciscus oxyrrhis

## P
- Parachondrostoma toxostoma

## S
- Salmó europeu (Salmo salar)[1]